# مقام (رياضيات)
المَقام أو المَخرَج هو اسم الجزء السفلي للكسر. ونستطيع من خلاله معرفة عدد الأجزاء المتساوية التي تشكل الجزء الكامل وأحياناً تستخدم في تسمية بعض الكسور مثل: ثلث 1/3، ربع 1/4، خمس 1/5 ...الخ.
كما يسمى الجزء العلوي من الكسر، البَسْط.

## مثال
في الكسر 2/13، المقام هو 13 والبسط هو 2. ويقرأ هذا الكسر بالشكل «اثنان على ثلاثة عشر».الرياضيات في عصر الحضارة الإسلامية

## الكسور السالبة
في حال الكسور السالبة، بشكل عام يُفضّل جعل المقام بإشارة موجبة بالضرب بسطا ومقاما بالعدد -1. مثلاً:
{\displaystyle {\frac {a}{-b}}=1\times {\frac {a}{-b}}={\frac {-1}{-1}}\times {\frac {a}{-b}}={\frac {-1\times a}{-1\times -b}}={\frac {-a}{b}}.}